# Kamionka (Nisko)
Pour les articles homonymes, voir Kamionka.
Kamionka est une localité polonaise de la gmina de Krzeszów, située dans le powiat de Nisko en voïvodie des Basses-Carpates.